# اونو (فیلم)
اونو (نروژی: Uno) یک فیلم درام نروژی است که در سال ۲۰۰۴ منتشر شد. این فیلم برندهٔ جایزه آماندا بهترین کارگردانی شد و مورد تقدیر منتقدان قرار گرفت. از بازیگران فیلم می‌توان به اکسل هنی و بیورن فلوبرگ اشاره کرد.